# سلفادور فيلا
سلفادور فيلا (بالإسبانية: Salvador Vila)‏ هو منافس ألعاب قوى إسباني، ولد في 20 أكتوبر 1969 في بلنسية في إسبانيا.

## وصلات خارجية
- سلفادور فيلا على موقع الاتحاد الدولي لألعاب القوى (الإنجليزية)
- سلفادور فيلا على موقع أوليمبيديا (الإنجليزية)